# August Hudler

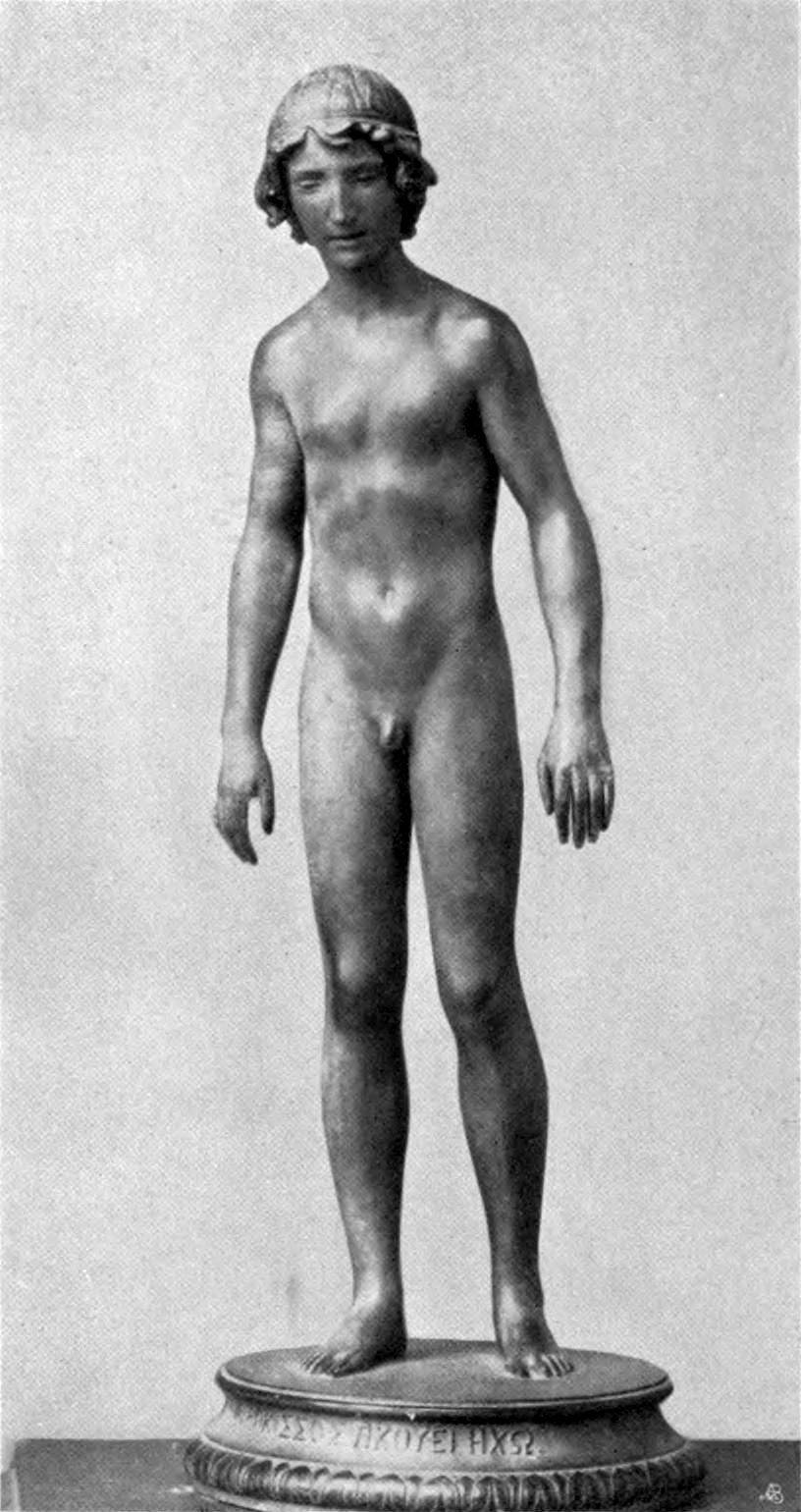
August Hudler: Narcisse

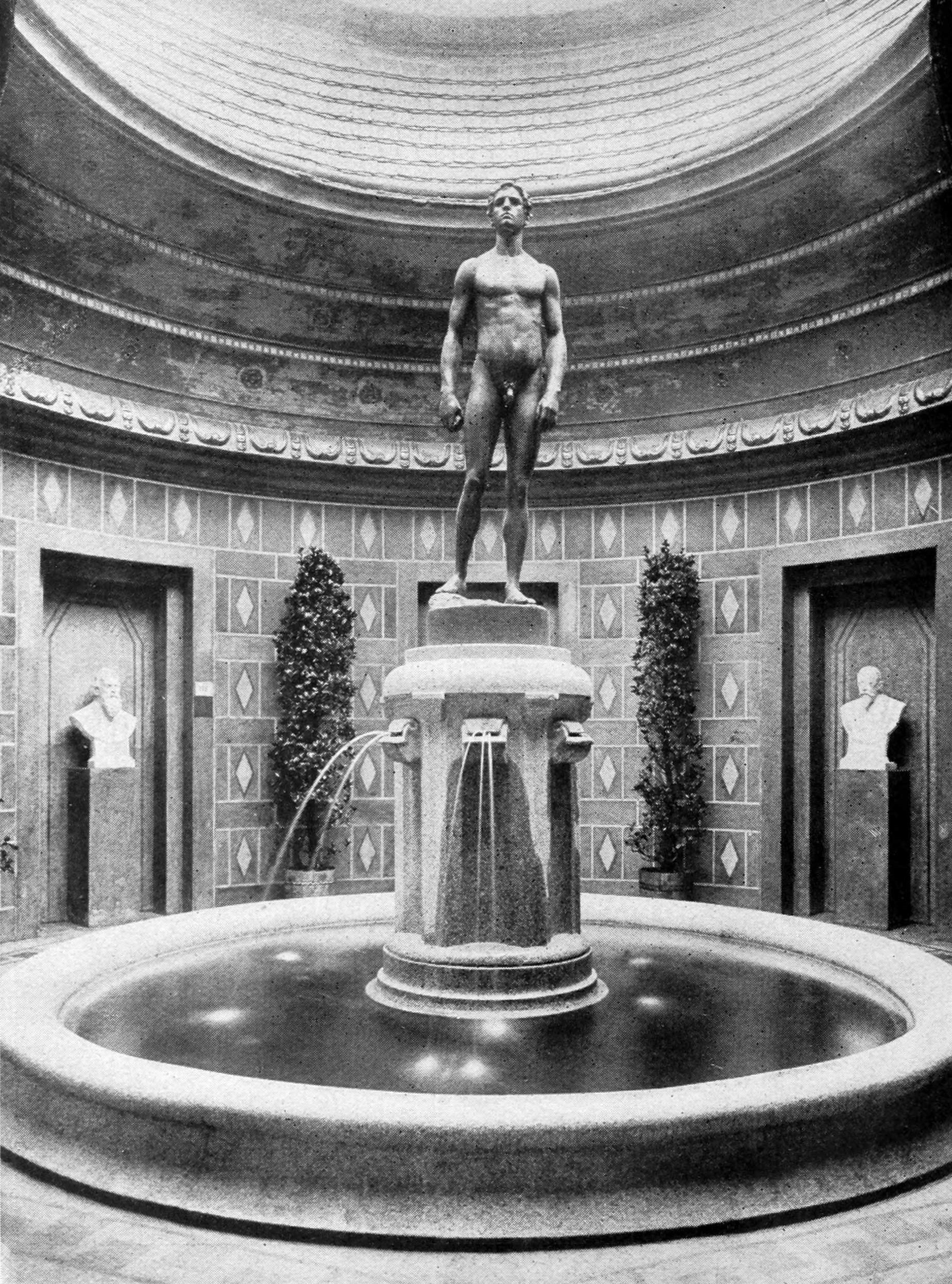
David von August Hudler auf der Dritten deutschen Kunstgewerbe-Ausstellung Dresden 1906

August Hudler (* 12. Dezember 1868 in Odelzhausen; † 22. November 1905 in Dresden) war ein deutscher Medailleur und Bildhauer.

## Leben
August Hudler wurde am 12. Dezember 1868 im bayerischen Odelzhausen geboren. Seine erste künstlerische Ausbildung erlangte er auf der Münchner Kunstakademie bei Wilhelm von Rümann. Sein erstes Werk, ein knabenhafter Bogenschütze, entstand in dessen Meisteratelier. Später schuf er seine erste lebensgroße Figur Schnitter. Lungenkrankheiten prägten sein weiteres Leben. Inzwischen im Jahr 1900 nach Dresden übergesiedelt, fertigte er weiter seine Modelle in Bronze. Die Staatlichen Kunstsammlungen Dresden erwarben mehrere Werke von ihm. Wenn er nicht im Atelier arbeiten konnte, entwarf er eine Vielzahl von Büsten, Figuren und weiteren künstlerischen Entwürfen, wie beispielsweise für den Wettbewerb um das Hamburger Bismarckdenkmal. Gemeinsam mit dem Bildhauer Schumacher schmückte er das Treppenhaus der Technischen Hochschule Dresden mit Professorenbüsten aus. Die Berufung zum Leiter der Modellierklasse der Dresdner Kunstakademie konnte er aus gesundheitlichen Gründen nicht wahrnehmen. Als sein letztes Werk schuf er eine sinnliche Christusfigur, ein lebensgroßer und in sich eingesunkener Jesus mit Dornenkrone. Dem Dresdner Akademischen Rat gefiel diese Skulptur einstimmig, und so wurde sie für die Christuskirche in Dresden-Strehlen angekauft. Sein gesundheitlicher Zustand verschlimmerte sich rapide, er starb am 22. November 1905 und wurde in Dresden beerdigt. Sein Grabmal schuf der Bildhauer Karl Groß.

## Werke (Auswahl)
- 1905: Skulpturen der Heiligen Paulus und Johannes und plastischer Schmuck in der Christuskirche Dresden-Strehlen, ausgeführt von den Gebrüdern Eberlein
- 1906/1907: plastischer Schmuck am Ständehaus Dresden, das große Wappen am Giebel mit Karl Groß